# Puerta de Santo Domingo
La Puerta de Santo Domingo era uno de los accesos del lienzo norte de la primitiva cerca del arrabal de Santo Domingo, en Madrid, y estuvo localizada en su origen en la cuesta de Santo Domingo, trasladándose luego a la Plaza de Santo Domingo con la nueva cerca de Felipe II. Tomaba el nombre del convento de Santo Domingo el Real fundado en 1212, y tenía vecino el Postigo de San Martín (en la zona de Callao). De ella partía el camino que luego sería conocido como calle Ancha de San Bernardo y carrera de San Bernardo.
Ramón de Mesonero Romanos, en su Manual histórico topográfico, administrativo y artístico de Madrid escribe que se desconoce la fecha de edificación de esta puerta de porte menor como otras puertas de acceso al Madrid de los Reyes Católicos.